# Station Gelsenkirchen-Rotthausen
Station Gelsenkirchen-Rotthausen (Duits: Bahnhof Gelsenkirchen-Rotthausen) is een S-Bahnstation in het stadsdeel Rotthausen van de Duitse stad Gelsenkirchen. Het station ligt aan de spoorlijnen Essen-Kray Nord - Gelsenkirchen, Gelsenkirchen-Rotthausen - Gelsenkirchen en Gelsenkirchen-Rotthausen - Gelsenkirchen-Schalke Süd.

## Treinverbindingen
| Serie | Treinsoort            | Route | Bijzonderheden |
| ----- | --------------------- | --- | -------------- |
| S 2   | S-Bahn (DB Regio NRW) | Duisburg Hbf – Oberhausen Hbf – Essen-Altenessen – (Essen Hbf – Gelsenkirchen-Rotthausen – / ) Gelsenkirchen Hbf – Wanne-Eickel Hbf – (Recklinghausen Hbf – / ) Herne – Castrop-Rauxel Hbf – Dortmund Hbf |                |

Dortmund Hbf ·
Dortmund-Dorstfeld ·
Dortmund-Wischlingen ·
Dortmund-Huckarde ·
Dortmund-Westerfilde ·
Dortmund-Nette/Östrich ·
Dortmund-Mengede ·
Castrop-Rauxel Hbf ·
Herne
(>> Recklinghausen Süd ·
Recklinghausen Hbf) ·
Wanne-Eickel Hbf ·
Gelsenkirchen Hbf ·
(>> Gelsenkirchen-Rotthausen ·
Essen-Kray Nord ·
Essen Hbf) ·
Essen-Zollverein Nord ·
Essen-Altenessen ·
Essen-Bergeborbeck ·
Essen-Dellwig ·
Oberhausen Hbf · 
Duisburg Hbf